# Volcán de San Juan
De Volcán de San Juan (Vulkaan van San Juan) is een vulkaan op het Canarische eiland La Palma, in de vulkaanketen Cumbre Vieja, zuidelijk van de Llano del Jable.
De sintelkegel is 1400 m hoog maar nauwelijks als zodanig te herkennen in het landschap. Zijn voornaamste lavastroom, de Coladas de San Juan, daarentegen wel. Dit gebied vormt samen met de lavastromen van de buurvulkanen het Monumento Natural del Tubo Volcánico de Cueva de Las Palomas.
De vulkaan maakt deel uit van het Parque Natural de Cumbre Vieja.

## Vulkanische activiteit
De Volcán de San Juan kende samen met de naburige Pico Nambroque en de Montaña del Fraile in 1949 een gezamenlijke eruptie, waarbij massale lavastromen vrijkwamen.
De belangrijkste lavastroom, de Coladas de San Juan, strekt zich over een afstand van ongeveer 7 km vanaf de vulkaan tot aan de westkust van La Palma uit en heeft daarbij delen van de dorpen San Nicolás en Las Manchas overstroomd. De lavastroom is op sommige plaatsen slechts enkele meters breed, elders meer dan honderd meter. Na afkoeling zijn in de lavastroom verschillende lavatunnels ontstaan, waarvan enkele kunnen betreden worden, zoals de Tubo volcánico de Todoque. Andere, zoals de Hoyo de la Sima, gaan bijna loodrecht de diepte in.

## Beklimming
De vulkaan is bereikbaar vanaf het dorpje San Nicolás, waar een wandelweg begint aan de kerk Ermita de San Nicolás en over de hoogvlakte van de Llano de Tamanca loopt.